# Hugo III. Kyperský
Hugo III. (1235 – 24. březen 1284), původně Hughues de Poitiers a později, když přijal původní příjmení své matky, Hughues de Lusignan, řecky Ούγος Γ' της Κύπρου, zvaný Veliký byl od roku 1267 kyperským králem a o rok později se stal i titulárním králem jeruzalémským (jako Hugo I. Jeruzalémský). Hugo III. byl synem Jindřicha z Antiochie a Isabely, kyperské princezny z rodu Lusignanů. Byl též vnukem antiochijského knížete Bohemunda Jednookého.

## Život
Od roku 1261 Hugo z Antiochie sloužil jako regent kyperskému králi Hugovi II., neboť ho Královská rada (Haute cour) coby muže považovala za lepšího možného regenta, nežli jeho matku Isabelu. Přesto byla Isabela roku 1263 v Akkonu uznána regentkou Jeruzalémského království. Zemřela již následujícího roku. Novým jeruzalémským regentem byl zvolen její syn Hugo, který tak spravoval jak Kyperské, tak království jeruzalémské. Regentství v Akkonu mělo však původně připadnout Hugovu prvnímu bratranci, Hugovi z Brienne, který byl synem Marie Kyperské, nejstarší dcery krále Huga I. Kyperského a tudíž byl právoplatným dědicem Kypru a po Hugovi II. i dědic jeruzalémské koruny. Haute cour však rozhodl ve prospěch Huga III., neboť byl nejbližším pokrevním příbuzným Isabely z Lusignanu.
Hugo II. Kyperský zemřel roku 1267 bez legitimního dědice. Protože Hugo z Brienne neuplatňoval své nároky na trůn, na trůn zbyl jen jediný možný kandidát – Hugo z Antiochie. Hugo byl 24. prosince 1267 korunován v katedrále svaté Sofie v Nikosii jako Hugo III. Poté, co byl na Sicílii popraven legitimní jeruzalémský král Konrád III., prohlásil se Hugo III. i jeruzalémským králem. 24. září 1269 byl, se souhlasem jeruzalémské královské rady, v Tyru Hugo korunován jeruzalémským králem. Král poté přijal původní příjmení své matky de Lusignan, aby tak dal najevo svou kontinuitu a legitimitu s kyperským královským rodem.
Jistá práva na jeruzalémský trůn si však mohla dělat i titulární antiochijská kněžna Marie. Ta je však prodala katovi Konráda III., sicilskému králi Karlovi z Anjou. Ten se energicky chopil šance a do Svaté země vyslal svého emisara, sicilského Normana Rogera ze San Severina. Baroni a města Jeruzalémského království se tak rozdělila na dva tábory. Zatímco města Tyros a Bejrút se hlásily k Hugovi III., Akkon, Sidon a templáři uznávali za svého krále Karla z Anjou.
Hugo III. zemřel 24. března 1284 a nástupcem se stal jeho syn Jan. Král Hugo je pohřben v katedrále svaté Sofie v Nikosii.

## Rodina
23. ledna 1255 se Hugo oženil s Isabelou z Ibelinu, s níž měl jedenáct dětí:
- Jan I. (zemřel 1285) nástupce Huga III. na kyperském a jeruzalémském trůnu
- Bohemund z Lusignanu (* 1268 v Tyru – 3. listopadu 1281, pohřben ve františkánském kostele v Nikosii
- Jindřich II. (1271 – 31. srpen 1324), nástupce Jana I. na kypersko-jeruzalémský trůn
- Amaury z Tyru (zemřel 5. června 1310), konetábl Jeruzaléma, který nastoupil za Jindřicha a stal se kyperským regentem
- Marie z Lusignanu (1273 – září, 1322 v Tortose, pohřbena v Barceloně)
- Emery z Lusignanu (1274–1280 – krátce před 9. dubnem 1316), byl jeruzalémským konetáblem, jeho nástupcem byl roku 1303 a krátce poté nastoupil po svém bratrovi Amaurym z Tyru do funkce kyperského regenta a guvernéra
- Kvido z Lusignanu (1275–1280 – 1303, pohřben v Nikosii), od roku 1291 byl kyperským konetáblem, 7. prosince 1291 se oženil s paní Bejrútu Eschivou z Ibelinu, (1253–1312), jeho dětmi byli:
  - Hugo z Lusignanu, král Kypru
  - Isabela z Lusignanu (1296–1300 – po 1340), 21. července 1322 provdána za Oda z Dampierru, titulárního jeruzalémského konetábla (zemřel 1330)
- Markéta z Lusignanu (asi 1276 – 1296 v Arménii), 9. ledna 1288 provdána za arménského krále Thorose III.
- Alice z Lusignanu (1277–1280 – 1324), provdána v letech 1292–1295 nebo 1292–1294 za Baliana z Ibelinu (zemřel 1315–1316), titulárního knížete z Galileje a Betléma
- Helvis z Lusignanu (zemřela po březnu 1324), provdána za Hethuma II. Arménského
- Isabela z Lusignanu (1280–1319), v letech 1285–1290 provdána za Konstantina z Negiru, pána Partzerpertu (zemřel roku 1308), a podruhé roku 1310 za arménského krále Ošina I., se kterým se rozvedla někdy kolem roku 1316